# HMCS Bonaventure (CVL-22)
HMCS Bonaventure (CVL-22) byla lehká letadlová loď Kanadského královského námořnictva. Jednalo se jednotku třídy Majestic.

## Stavba
Kýl lodi byl položen roku 1943 v loděnici Harland & Wolff v Severním Irsku. Loď byla na vodu spuštěna 27. února 1945 a dne 17. ledna 1957 byla uvedena do služby.

## Výzbroj
Bonaventure byla vyzbrojena čtyřmi 76mm protiletadlovými kanóny Mk 33 a osmi 40mm protiletadlovými kanóny Bofors. V lodním hangáru mohlo být uloženo až třicet čtyři stíhacích letounů např. McDonnell F2H Banshee a vrtulníků např. Sikorsky H-19.

## Galerie

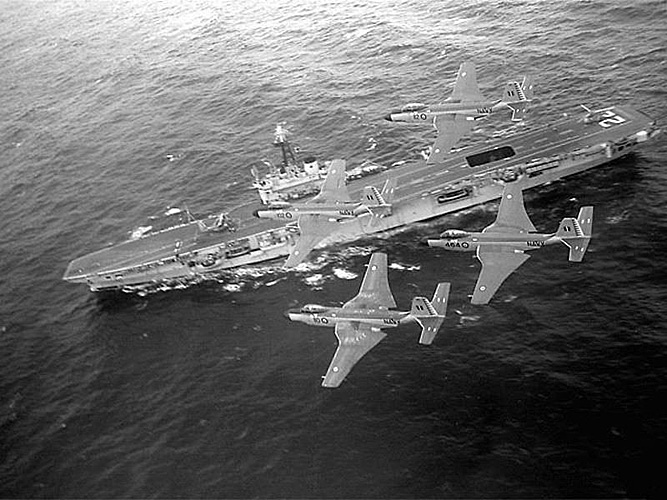
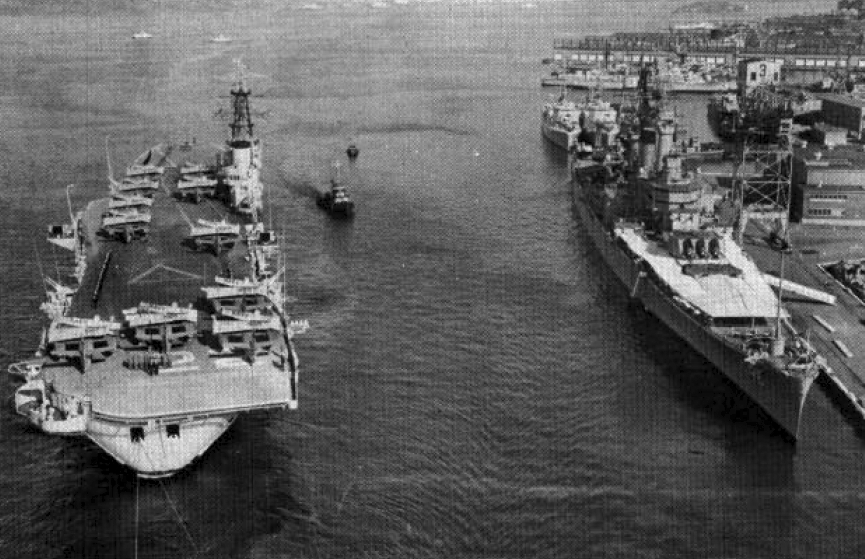
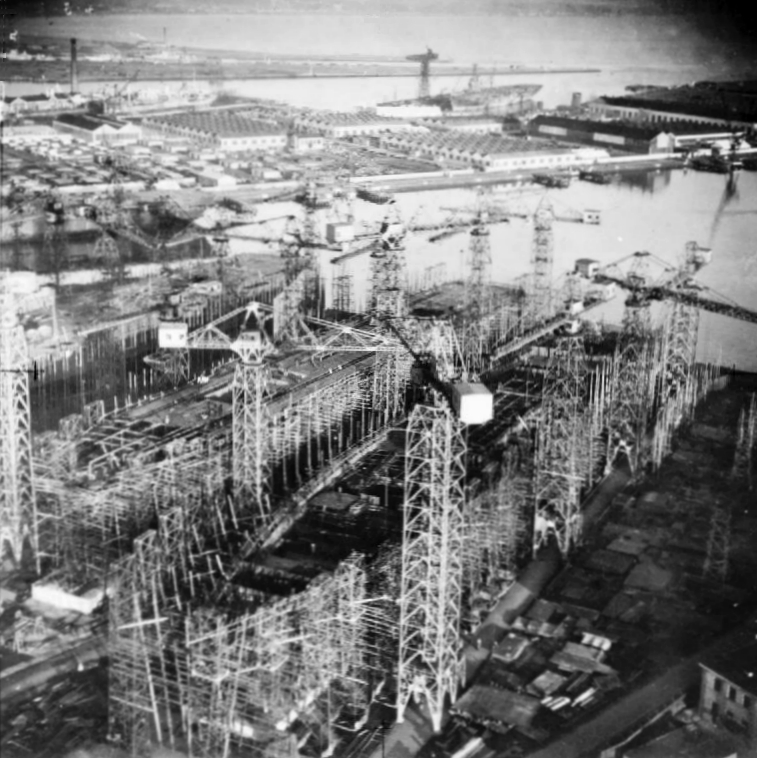
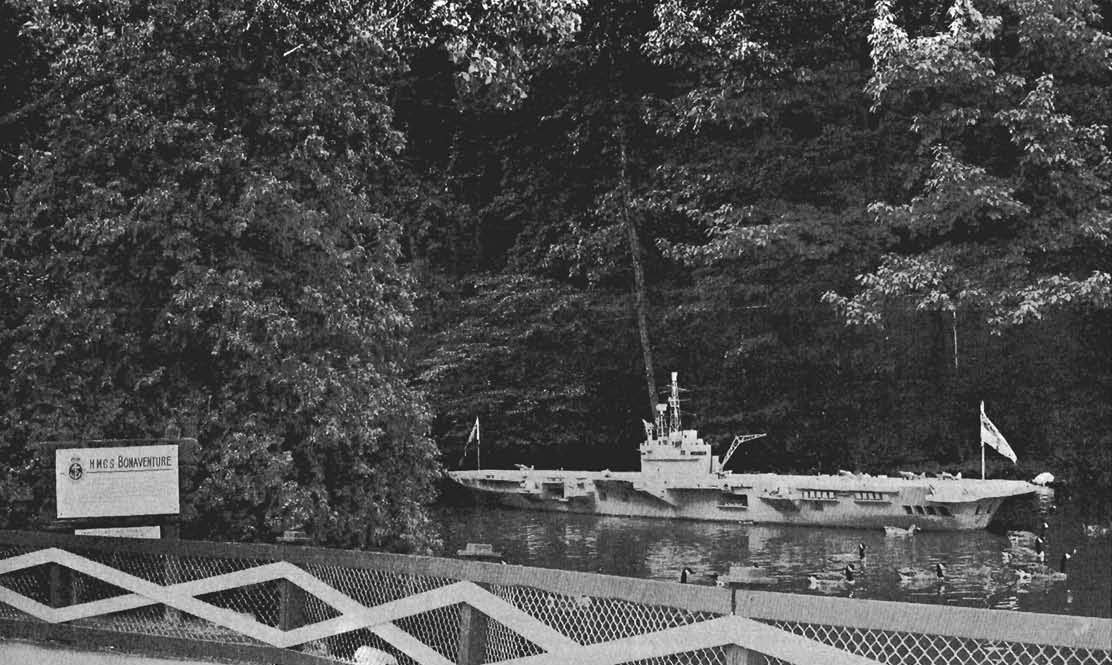
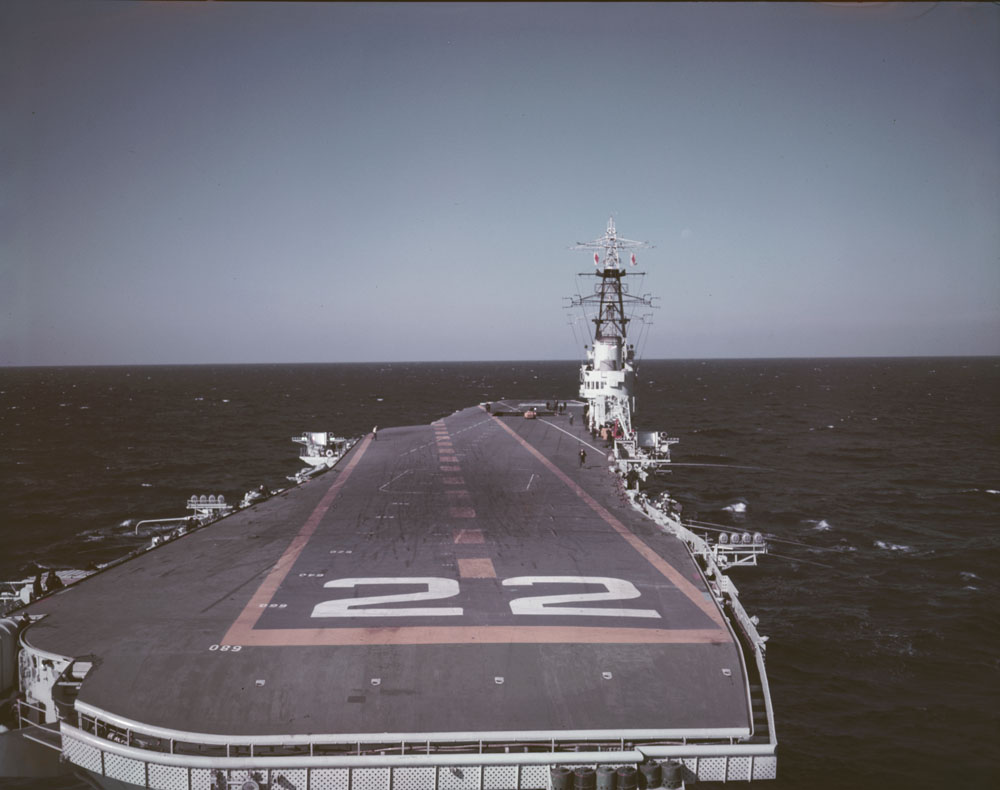
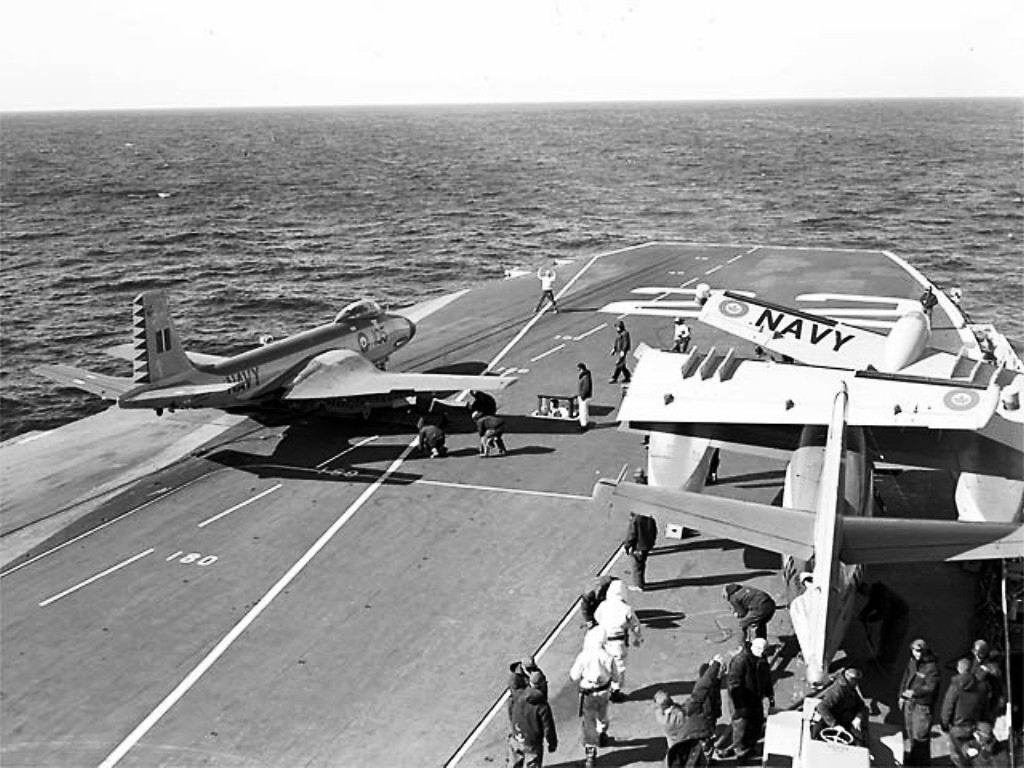
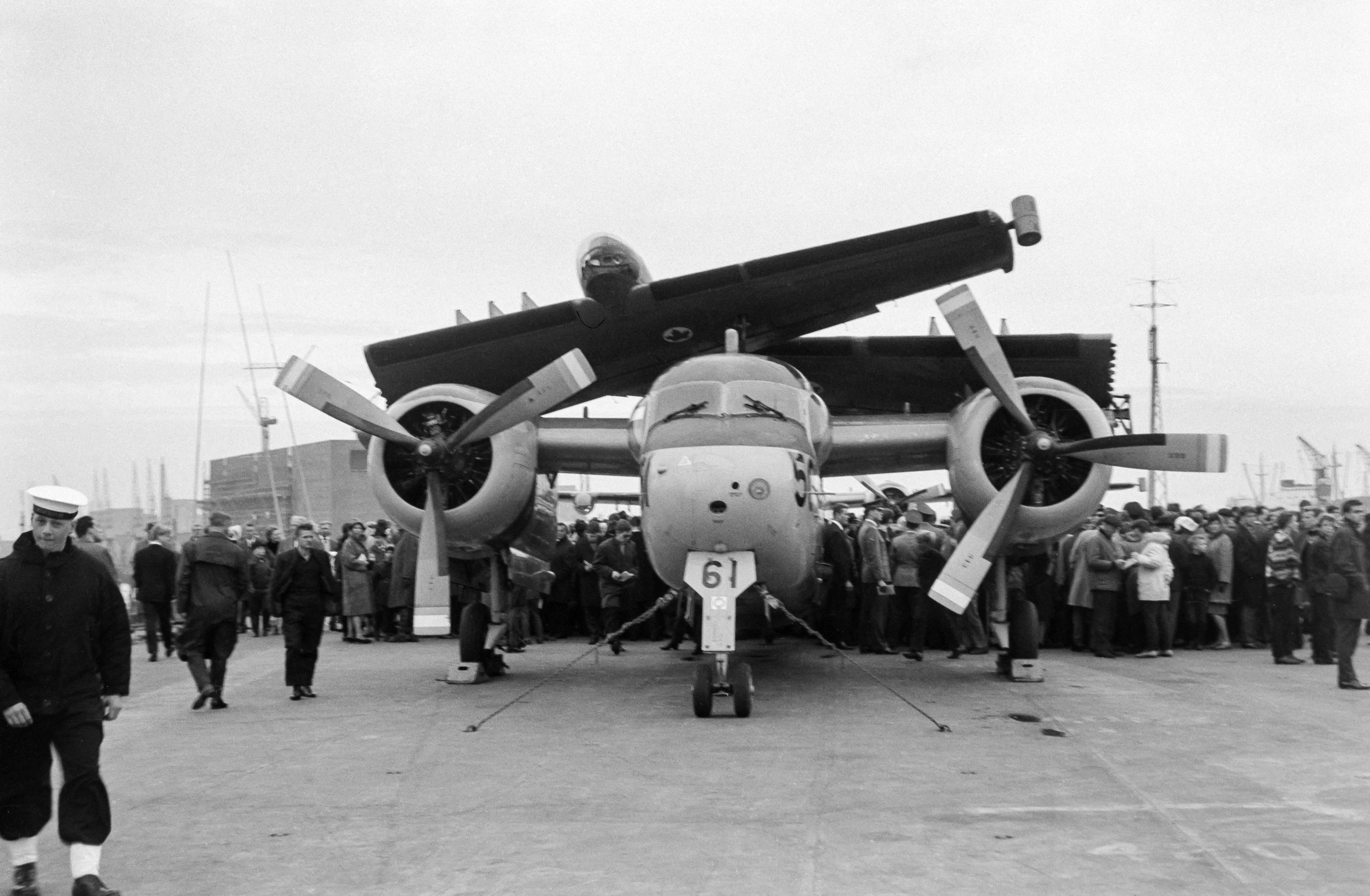